# Defiance (Ohio)
Defiance – miasto w Stanach Zjednoczonych, w północno-zachodniej części stanu Ohio, siedziba władz hrabstwa o tej samej nazwie. Liczba mieszkańców w 2000 roku wynosiła 16 600.
Miasto leży w strefie klimatu kontynentalnego, z gorącym i wilgotnym latem, należącego według klasyfikacji Köppena do strefy Dfa. Średnia temperatura roczna wynosi 9,9 °C